# 4 dagar i april
4 dagar i april är ett svenskt drama skrivet av dramatikern och historikern Magnus Alkarp. Dramat skildrar det som kommit att kallas "påskkravallerna" som skakade Uppsala 1943. Som pjäs regisserades den av Sara Cronberg på Uppsala stadsteater 2012.

## Handling
Den 26 april 1943 samlas nazister vid Uppsala högar för en demonstration. Detta är upptakten till en historia om fyra dagar som skakade Uppsala i grunden. Manifestationen urartar och motdemonstranterna slås brutalt ner av både nazister och statspolisen. 
I händelsernas centrum står norska Aase Lie Dahl som får skulden för hela upploppet, och säkerhetspolisen Jacob Citréus som allt mer desperat försöker utreda sina kollegors dolda sympatier.

## Historien bakom dramat
Den 18 april 1943 stormar Uppsalapolisen och säkerhetspoliser från Stockholmskriminalens sjätte rotel in på en cafeteria i centrala Uppsala för att gripa den tyske flyktingspionen Walter Stock. Han har kommit till Uppsala för att träffa Otto Hallberg, enligt säkerhetstjänsten Skandinaviens farligaste nazist. Hallberg är i Uppsala i syfte att organisera en manifestation för Svensk socialistisk samling (SSS) under påsken. 
Manifestationen som äger rum den 26 april på Uppsala högar filmas av Ellis Edman från säkerhetstjänsten. På plats finns statspolisen för att bevaka och skydda demonstrationen. Statspolisen, som var känd för sin våldsamhet bestod vid tillfället av en majoritet organiserade nazister. På säkerhetstjänstens film kan man se hur Otto Hallberg höjer en vit flagga varefter statspolisen drar sina sablar och gör chock mot den fredliga folkmassan som samlats för att visa sitt missnöje. När folkmassan har drivits på flykt håller SSS:s partiordförande Sven Olov Lindholm sitt tal där han skyller oroligheterna på "norgebolsjeviker, judar och demokrater". Det ska visa sig att kravallerna har planerats på order från Berlin. Statspolisen inleder en utredning där man försöker binda ett sjuttiotal norska flyktingar som är efterlysta av Gestapo till kravallerna. Men även säkerhetstjänsten som är på plats påbörjar en utredning av nazistisk infiltration av poliskåren i Uppsalapolisen och statspolisen. När statspolisen inte lyckas binda flyktingarna till kravallerna riktar man istället in sig på en enskild norsk flykting - pjäsens "Aase Lie Dahl" och lyckas pressa henne till att erkänna. Innan hon hinner utvisas kommer dock säkerhetstjänsten genom en enskild säkerhetspolis förtjänst (pjäsens "Jacob Citréus) till undsättning och hela ärendet avskrivs och regeringen sekretessbelägger det hela. Historikern Magnus Alkarp drar slutsatsen att kravallerna och försöket att få de norska flyktingarna utvisade var ett sätt att dra in Sverige i kriget på Nazitysklands sida.
Av hänsyn till de efterlevande och med hänsyn till ännu gällande sekretess har de flesta namn i dramat bytts ut. Delar av materialet som legat till grund för 4 dagar i april är fortfarande belagt med sekretess och omständigheterna kring påskkravallerna har ännu inte helt kunnat redovisas offentligt.

## Kritik
Uppsättningen på Uppsala statsteater blev ömsom hyllad och sågad av en oenig kritikerkår. Klart stod dock att uppsalaborna uppskattade föreställningen som förblev välbesökt. 

### Dödshot
I samband med att 4 dagar i april hade premiär mottog dramatikern Magnus Alkarp ett dödshot från en grupp nazister. Hotet hade lämnats i hans brevlåda. 

## Medverkande
- Per Eric Asplund - Erik Holmqvist
- Rikard Björk - Otto Hallberg
- Bengt Braskered - Odeberg
- Viveca Dahlén - fru Sundman
- Göran Engman - polismästare Eriksson
- Jesper Feldt - Martin Rahm
- Åsa Forsblad Morisse - Rose Hirsch
- Harry Friedländer - Nils Gunnar Palmlund
- Robin Keller - landsfogde Pontéus
- Gustav Levin - Karl Axel Lundström
- Aksel Morisse - Jacob Citréus
- Crister Olsson (skådespelare) - konstapel Welinder
- Daniel Söderlind - Knut Björkkvist
- Helena Thornqvist - Greta Nilsson
- Elisabeth Wernesjö - Aase Lie Dahl